# Antoine Marcotte
Pour les articles homonymes, voir Marcotte.
Antoine Marcotte, né le 4 décembre 1899 à Notre-Dame-du-Lac et mort le 10 décembre 1955 à Roberval, est un homme politique canadien. Il était le député unioniste de Roberval de 1944 à 1952.